# MCV
MCV (eng. Mean Corpuscular Volume ili Mean Cell Volume) je mjera za prosječni obujam crvenih krvnih zrnaca (eritrocita).
Kod bolesnika s anemijom, mjerenjem MCV-a ustanovljavamo radi li se o:
- mikrocitnoj anemiji (MCV ispod referentnog intervala),
- normocitnoj anemiji (MCV u referentnom intervalu) ili
- makrocitnoj anemiji (MCV iznad referentnog intervala).

## Izračun i referentni interval
MCV se izražava u femtolitrama (fL, ili 10-15L) po sljedećoj formuli:
10 x hematokrit podijeljen s brojem crvenih krvnih zrnaca (milijuna/mm3).
Referentni interval za MCV je 83-97,2 fL.
Za mjerenje broja crvenih krvnih zrnaca koristi se Coulterov brojač. Zrnca prolaze kroz mali mjerač pobuđujući signal koji je proporcionalan njihovom obujmu. Drugi mjerači rade na principu refrakcije, difrakcije ili rasapa svjetlosti.

## Tumačenje

### Visok MCV
U slučaju hemolitičke anemije, prisustvo retikulocita može povećati MCV. Kod perniciozne anemije (makrocitna), MCV može biti povećan i do 150 fL.
Povišen MCV je također povezan s alkoholizmom (kao povišeni GGT) kao i omjer AST:ALT od 2:1.
Manjak vitamina B12 i/ili folne kiseline također je povezan s makrocitnom anemijom (visok MCV).

### Nizak MCV
Najčešći uzrok mikrocitne anemije je manjak željeza zbog neodgovarajućeg unosa hrane, ponavljajućeg krvarenja iz probavnog sustava, menstrualnog krvarenja ili talasemije. Kod mikrocitne anemije MCV može biti nizak do 50-70 fL. U nekim slučajevima talasemije, MCV može biti nizak iako ne postoji manjak željeza.
Nizak MCV kod bolesnika s krvavom stolicom ukazuje na mogućnost postojanja tumora probavnog sustava.